# Вознесенская церковь (Новопокровское)
Церковь Вознесения Господня (Вознесенская церковь) — недействующий православный храм в урочище Новопокровском между деревнями Вахутки и Кобылино Кинешемского района Ивановской области.

## История
Бывшая единоверческая церковь при исчезнувшем селе Новопокровском. Построена в 1896 году на средства крестьянина деревни Калинихи Евфимия Ивановича Кулакова и вичугского фабриканта потомственного гражданина Дмитрия Фёдоровича Морокина. До Революции храм входил в особое благочиние Кинешемской епархии, объединящее единоверческие церкви Вичугского края.
Единственным священником храма с 1897 по 1939 годы был Михаил Александрович Василевский (1866—1953), отец стратега Второй мировой войны, маршала А. М. Василевского. После смерти жены отец Михаил был уже не в силах в одиночку заниматься хозяйством и вести службу в храме, и с переездом Михаила Василевского к родным в город Кинешму храм был закрыт. У стены церкви находится могила Надежды Ивановны Василевской (1872—1939), матери маршала Василевского.

## Архитектура
Эклектика с преимущественным использованием элементов русского стиля. Шатёр колокольни — деревянный.
Высокий двусветный четверик храма увенчан крупной луковичной главой на мощном световом барабане и четырьмя малыми главками на барабанчиках. К четверику примыкают пятигранная, узкая и низкая апсида и равная ей по высоте, более широкая, но уже четверика, трапезная. Колокольня монументальная столпообразная.
Стены нижнего яруса четверика рустованы, стены верхнего, включая лопатки, покрыты ширинками. Пояс ширинок использован также в карнизах объемов, в апсиде сменяясь рядом крупных зубчиков. Все окна арочные. Наиболее выразительным архитектурным элементом является венчание четверика и высокого глухого первого яруса колокольни. Покрытие, стилизованное подбочечное, образовано рядом оригинальных
кокошников в виде полукружий разной величины с круглой филёнкой в центре, на колокольне — в виде люкарны. Малые полукружия фланкируют крупное среднее, которое выделяет центральную часть второго яруса четверика. Подкруглой филёнкой среднего кокошника по оси фасада помещены два спаренных арочных окна с муфтированными пилястрами по краями ступенчатыми архивольтами в завершении. Аналогичное обрамление имеют арки звона колокольни. Также арочные окна апсиды и трапезной увенчаны пирамидкой из двух полуциркульных и одного килевидного кокошников.
Внутри основной объём перекрыт сомкнутым сводом с дополнительными складками от выступов в углах четверика. Свод прорезан большим отверстием световой главы с двумя ярусами окон, по восемь в каждом. В трапезной свод крестовый, в апсиде — конха. Первый ярус колокольни имеет плоское перекрытие по балкам, шатёр стропильной конструкции.

## Кладбище
При храме имеется кладбище исчезнувшего села Новопокровского, на котором сохранился полуразрушенный некрополь местных овчинных заводчиков Носковых.

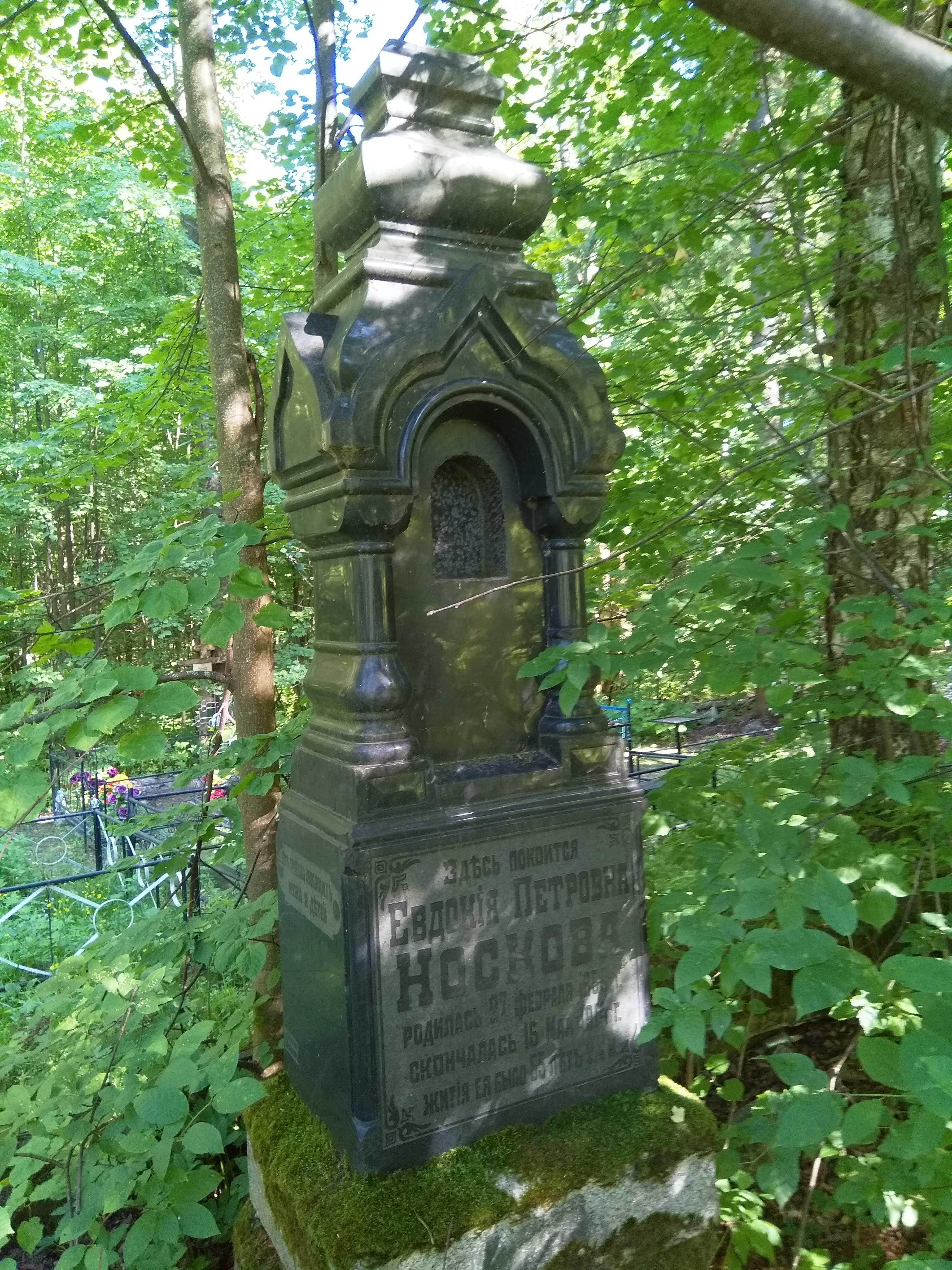
Могила Евдокии Петровны Носковой
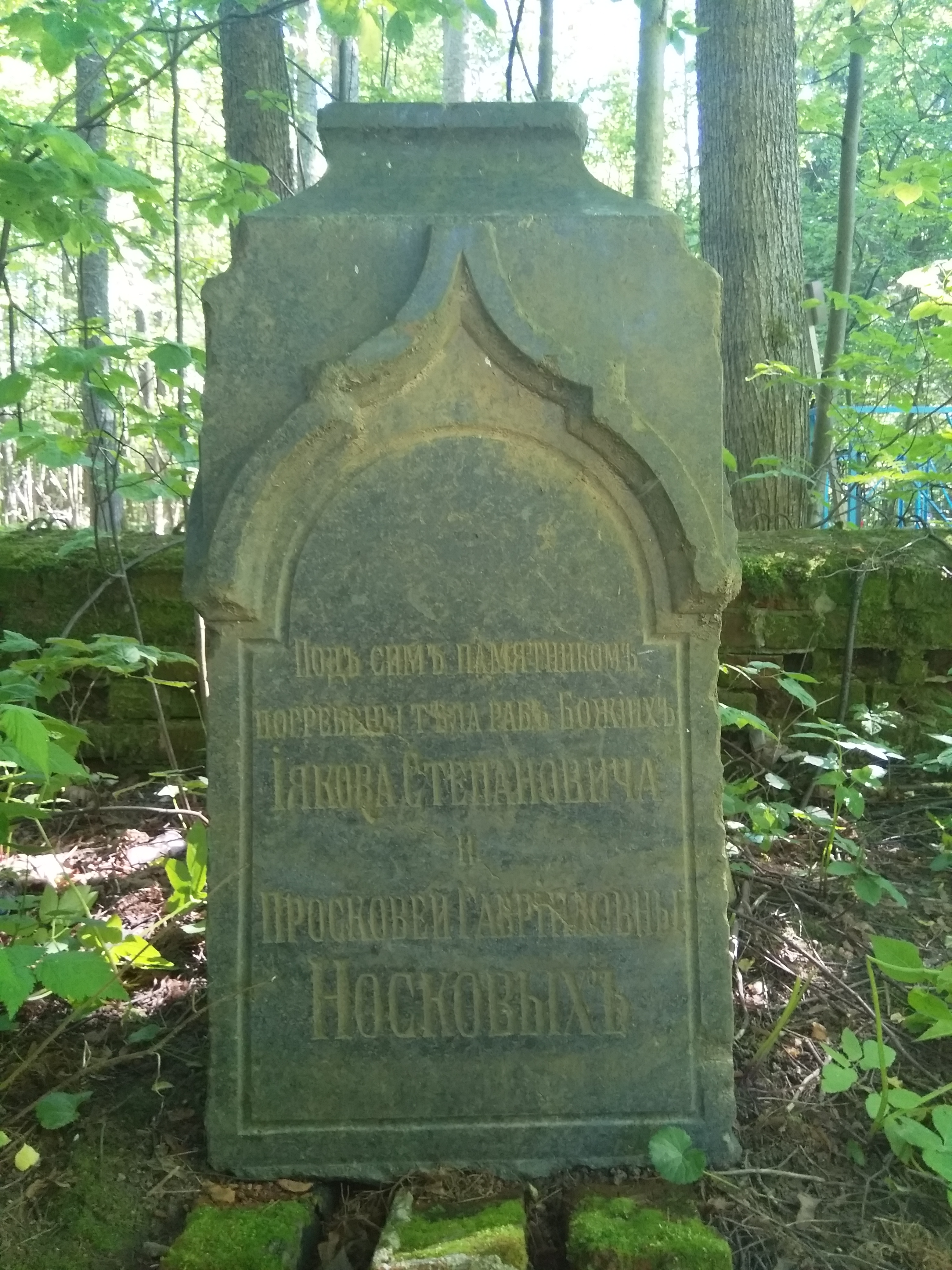
Могилы Якова Степановича и Просковеи Гавриловны Носковых
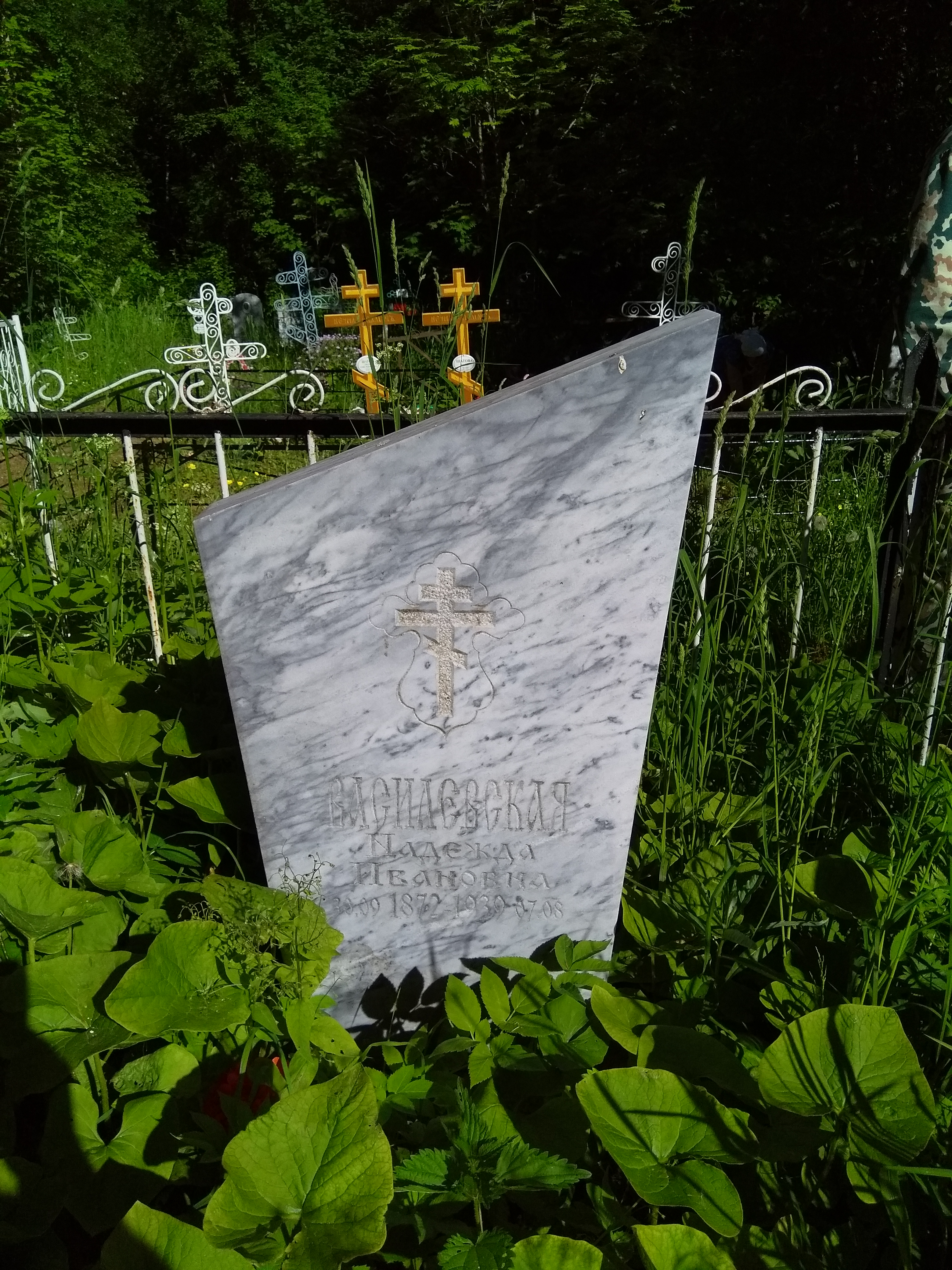
Могила Надежды Ивановны Василевской, матери маршала А. М. Василевского